# Аристид
Вижте пояснителната страница за други личности с името Аристид.
Аристид (др.-гр. Ἀριστείδης) е атински държавник, наричан „справедливи“. Сведенията за него са съхранени в съчиненията на Аристотел, Плутарх и Херодот.
Аристид е с аристократичен произход, син на Лизимах. През 509 г. пр. Хр. заедно с Ксантип е сътрудник на Клистен и участва в серията от демократични преобразувания в атинския полис. По-късно в качеството си на един от 10-те атински стратези, се отличава в борбта с персите, и особено в битката при Маратон, (490 г. пр. Хр.) Година по-късно е избран за архонт-епоним, но заради интригите на Темистокъл, който се стреми да преобразува Атина в морска държава и се опасява от съперничеството на Аристид, е изгонен чрез остракизъм. Така през 483 г. пр. Хр. той се установява в Егина.
След три години, във връзка с нахлуването на Ксеркс I в Гърция, Аристид е в редиците на изгнаниците, които получават политическа реабилитация. Взема участие във военноморската битка между персйския и гръцки флот край остров Саламин (480 г. пр. Хр.), като в деня на битката начело на сухопътните войски отнема от персите остров Пситалея. Година по-късно (479 г. пр. Хр.) той е назначен за пълководец на атинската войска, която води и при решителното сражение край Платея. По негово предложение през 477 г. пр. Хр. четвъртият клас от гражданите на атинския полис получава достъп до всички държавни длъжности. През 478 г. пр. Хр., когато недоволните от Павзаний съюзници прекратяват отношенията си със Спарта и признават хегемонията на Атина, на Аристид е поверена организацията на новия Делоски морски съюз и на съюзната хазна.
Аристид умира на преклонна възраст през 467 г. пр. Хр. По-късно негово жизнеописание съставят Корнелий Непот и Плутарх.